# Red Thread Games
Red Thread Games è uno sviluppatore di videogiochi indipendente con sede a Oslo, Norvegia. Il primo prodotto pubblicato è stato il videogioco d'avventura Dreamfall Chapters, sequel di Dreamfall: The Longest Journey, rilasciato in cinque episodi dal 2014 al 2016.
Il team è composto da diversi veterani del settore dei videogiochi norvegese, principalmente ex dipendenti della Funcom. La squadra ha lavorato sul famoso The Longest Journey, su Dreamfall, Age of Conan, The Secret World e altri titoli.

## Storia
Red Thread è stata fondata nel settembre 2012 da Ragnar Tørnquist, creatore della saga The Longest Journey e dell'universo di The Secret World e di Anarchy Online.
Il 1º novembre 2012, Tørnquist ha annunciato che il sequel tanto atteso di Dreamfall era sulla buona strada, soprattutto dopo aver ottenuto 1.000.000 NOK dal Norwegian Film Institute per la pre-produzione e lo sviluppo di Dreamfall Chapters.
L'8 febbraio 2013, è stata lanciata una campagna su Kickstarter per Dreamfall Chapters che ha chiuso il 10 marzo 2013 a 1.538.425 dollari, quasi raddoppiando il loro obiettivo primario di $850,000.
Il 29 maggio 2013, Red Thread Games ha ricevuto altri 1,5 milioni di NOK (~ $250.000) dal Norwegian Film Institute.
Il 30 ottobre 2013, RTG ha annunciato di aver iniziato a lavorare su un nuovo gioco intitolato Draugen, avventura cupa in prima persona, ambientato nel 1920 in Norvegia. Lo sviluppo è stato finanziato dal Norwegian Film Institute, con una sovvenzione di 850.000 NOK (circa $144.000).

## Giochi
- Dreamfall Chapters (2014-2016)
- Draugen (2019)
- Dustborn (2021)